# Tsubaki Sadao
Tsubaki Sadao (japanisch 椿 貞雄; geboren 10. Februar 1896 in Yonezawa (Präfektur Yamagata); gestorben 29. Dezember 1957 in Funabashi, Präfektur Chiba) war ein japanischer Maler im Yōga-Stil.

## Leben und Wirken
Tsubaki Sadao ging 1913 nach Tokio, um dort auf die Mittelschule zu gehen, sah dort eine Ausstellung des Malers Kishida Ryūsei und begann im folgenden Jahr ein Studium unter Kishida. Er kam in Kontakt mit Mushanokōji Saneatsu, über den er die Künstlergruppe „Shirakaba“ kennen lernte, mit dem Schriftsteller Nagayo Yoshirō, mit den Malern Kimura Shōhachi und Kōno Michisei. Als Kishida, Nakagawa Kazumasa u. a. 1921 die Künstlergruppe Shun’yōkai gründete, beteiligte er sich daran, verließ die Shun’yōkai aber später.
1924 wurden Tsubaki und Kōno auf Einladung Mitglied der Künstlergemeinschaft Kokugakai. 1932 ging Tsubaki nach Europa, wo er die Gemälde von Rubens und Rembrandt studierte. 1935 besuchte er Korea und die Mandschurei. Er wurde Mitglied des Komitees zur Gestaltung der 2600-Jahr-Feier der Reichsgründung Japans.
Nach dem Zweiten Weltkrieg stellte er auf der Ausstellungsreihe der Kokugakai das Bild „Kaeru-zu“ (蛙図) – „Ein Frosch“ aus. Ab dieser Zeit malte er häufig Enkel. So zeigte er auf der 30. Ausstellung „“ (孫二人) – „Zwei Enkel“, „Kōjō ura“ (工場裏) – „Hinter der Fabrik“, „Mago“ (孫) – „Enkel“. Auf 31. folgten die Bilder „Sakurajima fūkei“ (桜島風景) – „Sakurajima-Landschaft“ und „Taisanboku“ (泰山木) – „Magnolien“.